# Quanah
Quanah – miasto w Stanach Zjednoczonych, w stanie Teksas, w hrabstwie Hardeman. W 2000 roku liczyło 3 022 mieszkańców.